# Мишел Фуко
Мишел Фуко (фр. Michel Foucault; Поатје, 15. октобар 1926 — Париз, 25. јун 1984), био је француски филозоф. Држао је катедру на College de France коју је назвао „Историја система мишљења“. Његова дјела су имала огроман утицај на друштвене науке друге половине 20. века. Његов рад се односи на области филозофије историје, културних студија, социологије, образовања, теорије књижевности, филозофије науке као и на многе друге.
Фуко је познат по својим критикама друштвених установа свих врста, понајвише психијатрије, медицине и казненог система, као и по својим идејама историје сексуалности. Његове опште теорије које се тичу моћи као и односа знања и моћи, као и идеје о говору у односу на историју западне мисли су широко примјењиване и расправљане.
Коментатори и критичари савременици често су описивали Фукоов рад као постмодернистички или пост-структуралистички. У току шездесетих, често је довођен у везу са структурализмом. Иако је у почетку прихватао овај опис, Фуко је касније истицао своју удаљеност од структуралистичког приступа, истичући да, за разлику од структуралиста, он није усвојио формалистички приступ уметности. Није прихватао чак ни сврставање у постмодернизам, говорећи да би радије расправљао о дефиницији „модерности“.

## Биографија

### Младост
Фуко је рођен 1926, у Поатјеу, у Француској, као Пол Мишел Фуко, у познатој провинцијској породици. Отац му је био познат хирург. Касније из непознатих разлога избацује Пол из свог имена. Похађа језуитски универзитет “Свети Станислав“.
Након рата Фуко се укључује у престижну Вишу нормалну школу из Улма, која традиционално уводи на широка врата у академску каријеру у Француској.
Фукоов живот у “Вишој нормалној школи“ је био тежак — патио је од акутне депресије, чак је покушавао самоубиство. Посјећивао је психијатра. Можда је ово један од узрочника његовог каснијег бављења психологијом. Чак уз филозофску диплому добија и диплому из области психологије, која је у то вријеме била новитет као занимање у Француској.
Фуко је био члан Комунистичке партији Француске од 1950. до 1953. Са партијом га упознаје Луј Алтисер, који му је у то вријеме ментор. Напушта партију забринут Стаљиновим поступцима у Совјетском Савезу. У њеном раду никада није активно учествовао.

### Рана каријера
После кратког периода предавања у Вишој нормалној школи, прима се положаја на Универзитету у Лилу у гдје од 1953. до 1954. предаје психологију. Године 1954. објављује прву књигу Менталне болести и личност, које се касније одриче. Убрзо постаје јасно да Фуко није заинтересован за каријеру професора, тако да се сели из Француске на један дуг период. 1954. је делегат за културу при Универзитету у Упсали у Шведској. 1958. напушта Упсалу да би на кратко зузео позицију у Варшави и Универзитету у Хамбургу.
Враћа се у Француску 1960-те године како би завршио докторат и почео са радом на катедри за филозофију на Универзитету “Клемон – Фернан“. Тамо упознаје Данијела Деферта, са којим живи у вези до краја живота. 1961. докторира прилажући двије тезе како је то уобичајено у Француској: главна теза названа Folie et déraison: Историја лудила класичног доба и секундарну тезу која је укључивала превод и коментар Кантове антропологије са прагматичке тачке гледишта. Folie et déraison (Историја лудила) веома је добро прихваћена. 1963. објављује Рођење клинике, и реиздање дјела из 1954 (сад названо Менталне болести и психологија) којих се касније по други пут одриче.
Након што је Деферт послат у Тунис у војну службу, Фуко се премјешта на Универзитет у Тунису 1965. Године 1966. објављује Ријечи и ствари, која стиче огромну популарност упркос тежини. Ово се одиграва у јеку интереса за структурализам па Фуко бива сврстан са посљедњим таласом мислилаца какви су Клод Леви Строс па и Жан-Пол Сартр. У јесен 1968. враћа се у Француску, гдје објављује L'archéologie du savoir (Археологија познања) као одговор критичарима – 1969.

### После 1968: Фуко активиста
Након 1968, француска влада прави експериментални универзитет у Венсену. Фуко постаје први декан филозофске катедре у децембру те године, постављајући већином младе љевичарске академике, а радикализам једног од њих (Џудит Милер) доводи до повлачења акредитације катедри. Фуко такође учествује у студентским протестима и тучама студената са полицијом.
Године 1970, бива изабран у најпрестижније француско академско тијело Универзитета Француске као професор на Историји система мишљења. Политички је сада више ангажован. Помаже да се оснује Затворска информациона група, као начин да се чује глас затвореника. Дјело Надзирати и кажњавати резултат је таквих интересовања.

### Позни Фуко
Седамдесетих година политички активизам у француској опада, и већина Маоиста (међу којим а је био и Деферт) окрећу се супротној идеологији, постајући такозвани Нови филозофи, често цитирајући Фукоа као највећи утицај на њих. У овом периоду Фуко почиње писати Историју сексуалности, коју никад не завршава.
Почиње да проводи доста времена у САД, будући универзитетски ангажован на Берклију, док у Сан Франциску активно учествује у хомосексуалној култури. На тај начин, највјероватније, оболијева од ХИВ-а, прије него што болест добија свој званични опис. Умире од болести везане са ХИВ-ом у Паризу 1984.

## Историја изградње сексуалности: знање и моћ
Први део Фукоовог тротомног рада, насловљен са Воља за знањем, појавио се 1976. године. Јавност га је топло примила, али су интелектуални кругови остали млаки. Фуко је сматрао да се његова критика хипотезе о репресији над сексуалношћу не разуме најбоље, а она, укратко, гласи:
„Деветнаести век и овај наш више су време умножавања: време расипања сексуалности, поткрепљивања њених разноликих форми, вишеструког усађивања ’перверзија’. Наше је доба било зачетник сексуалних разнородности.“ 
Фуко сматра да је деветнаести век – озлоглашен управо по стриктним правилима сексуалног морала викторијанске епохе – у ствари доба пролиферације сексуалности, док година објаве дела сугерише и критику тзв. сексуалне револуције, која се догодила неколико година раније: оно од чега смо се ослобађали, од репресије над сексуалношћу, у ствари је произвело савремено стање сексуалности. Карактеристичан за оба века, по Фукоу, јесте „наговор на говор“, подстицање да се о сексуалности прича, производња специфичног дискурса о сексуалности и рађање науке о њој која у својој деветнаестовековној варијанти налази простора унутар медицинске и психијатријске сфере, да би се касније пренела на психологију, социологију и крајем деведесетих година XX века образовала и тзв. квир теорију.
Фуко је критичар психоанализе, пре свега у домену „издавања уши под закуп“, како он каже, мислећи на наплаћивање психотерапијских услуга. Такође, Фуко критикује и „нормализујућу функцију психоанализе“, ону која гради нове норме између „здраве психе“ и „лудила“, повлачећи релативно јасне дистинкције између неуроза и психоза, ове друге стављајући у подручје које можемо описивати, али не можемо лечити.

Знање не треба разумети као откривање истине која кореспондира стварности. Оно је пре скуп хипотеза постављен унутар једног дискурса у чије се важење верује у одређеном историјском периоду, а чије границе успостављају епистемички услови могућности да се један такав дискурс појави, променљиву у времену – то Фуко назива историјски априори.
„Знање је оно о чему се може говорити у оквиру једне дискурзивне праксе, која тиме бива спецификована: област образована различитим објектима који ће стећи или не научни статус (знање психијатрије у XIX веку није збир онога што се сматрало истинитим, него скуп понашања, особености, девијација о којима се може говорити у оквиру психијатријског дискурса).“